# In Excelsis Deo
In Excelsis Deo ist die zehnte Folge der ersten Staffel der US-amerikanischen Fernsehserie The West Wing – Im Zentrum der Macht.
Die Folge spielt primär am Vortag von Heiligabend und handelt von den eigenhändigen Bemühungen des Kommunikationsdirektors Toby Ziegler, ein Begräbnis für einen erfrorenen Kriegsveteranen zu organisieren. Weiterhin entbrannt im Beraterstab nach der Misshandlung eines homosexuellen Jugendlichen mit Todesfolge eine Debatte über die Regierungsposition beim Thema Hasskriminalität. Derweil wollen Sam Seaborn und Josh Lyman unbedingt verhindern, dass ihr Vorgesetzter Leo McGarry aufgrund seiner Vergangenheit als Alkoholiker von einem Abgeordneten der anderen Partei entblößt wird.
Bei der Emmy-Verleihung 2000 wurde die Folge zweimal ausgezeichnet und zudem ein weiteres Mal nominiert.
Der Titel der Folge spielt auf den Hymnus Gloria in excelsis Deo an.

## Handlung
Am Morgen des Vortags des Heiligen Abends erhält Toby Ziegler einen Anruf von der Polizei. Es stellt sich heraus, dass ein Obdachloser namens Walter Huffnagel auf einer Parkbank erfroren ist. Dabei trug Huffnagel einen früheren Mantel von Toby, der noch eine Visitenkarte mit seinen Kontaktdaten beinhaltete. Toby erkennt auf dem Huffnagels Arm eine Tätowierung, die auf seinen Einsatz im Koreakrieg hinweist und fragt daraufhin den zuständigen Polizeibeamten, ob er das für die Fürsorge zuständige Kriegsveteranenministerium kontaktieren werde. Eine Antwort auf seine Frage erhält er allerdings nicht. Unterdessen erhält Josh Lyman von seiner Assistentin Donna Moss einen Wunschzettel mit möglichen Weihnachtsgeschenken. Josh schlägt wenig später Leo McGarry vor, der drohenden Veröffentlichung seiner Medikamentenhistorie durch den republikanischen Kongressabgeordneten Peter Lilienfield zuvorzukommen. Josh möchte gemeinsam mit Sam seine Freundin Laurie aufsuchen, die zudem ein Callgirl ist und sie gegen Lilienfield einsetzen. Leo lehnt den Vorschlag allerdings in aller Deutlichkeit ab und erzählt ihm von einem homosexuellen Jugendlichen im Bundesstaat Minnesota, der von Gleichaltrigen misshandelt wurde. Daher sei es vielleicht ein guter Zeitpunkt, den Gesetzesentwurf gegen Hasskriminalität wieder aufzugreifen. Auf Nachfrage bekräftigt C.J. Cregg dies in einer anschließenden Pressekonferenz. Derweil wird Präsident Bartlet im Eingangsbereich des Westflügels lautstark von Kindern im Grundschulalter begrüßt. Nach wenigen Momenten wird er von C.J. zur Seite genommen und bekommt von Charlie Young die Nachricht übermittelt, dass der homosexuelle Jugendliche, Lowell Lydell, kürzlich an den Folgen der Misshandlungen gestorben ist.
Sam Seaborn warnt C.J. nach ihrer Pressekonferenz davor, bezüglich des Gesetzesentwurfs zu weit vorzupreschen. Daraufhin wird Sam von Josh gefragt, ob Laurie die Namen diverser Republikaner veröffentlichen könne. Sam lehnt dies ab, bis Josh ihm von den Hintergründen erzählt. So habe Leo, dem sie alles zu verdanken hätten, vor sechs Jahren, als er noch das Amt des Arbeitsministers ausübte, im Rahmen seines Entzugs als trockener Alkoholiker Tabletten genommen. Unterdessen bemerkt Charlie, dass Mrs. Landingham während der Weihnachtszeit etwas bedrückt wirkt. Sie erzählt von ihren Söhnen, die im Vietnamkrieg als Ärzte fungierten und im Rahmen dessen an Heiligabend im Jahr 1970 ums Leben kamen. Toby besucht derweil erneut den Tatort, an dem Huffnagel tot aufgefunden wurde und befragt einen Mann an einem Stand nach möglichen Kontaktpersonen des verstorbenen Kriegsveteranen und erhält einen Hinweis zu einem eventuellen Aufenthaltsort. Bei einem Ausflug in einen Buchladen möchte Präsident Bartlet noch einige Weihnachtsgeschenke besorgen. Leo bittet den Präsidenten währenddessen darum, nach den Feiertagen gemeinsam eine Rückzugsstrategie für sich zu entwerfen. Der Präsident entgegnet, dass sich diese Dinge von selbst klären würden und lehnt seinen Vorschlag ab. Leo nimmt dies hin und warnt Josh unmittelbar danach erneut davor, Laurie zu kontaktieren.
Am Abend findet Toby mithilfe des Hinweises bei einem Obdachlosenlager den Bruder von Walter Huffnagel. Toby erzählt George Huffnagel, dass sein Bruder das Purple Heart verliehen wurde. Er spricht ihm sein Beileid aus und macht den Vorschlag, ein Begräbnis mit Trauergästen und einer Ehrengarde zu organisieren. Derweil trifft sich C.J. in ihrem Büro mit dem Reporter Danny Concannon. Sie trägt ihm eine Aufzählung von Argumenten für und gegen ein näheres Kennenlernen vor. Danny gesteht C.J., dass er ihre Liste ignorieren werde und er in sie verliebt ist. Nachdem er ihr einige Tage zuvor bereits einen Goldfisch geschenkt hatte, schenkt er C.J. nun das dazu passende Futter. Leo kommt folglich hinzu und bittet sie darum, beim Thema Hasskriminalität einen Gang zurückzuschalten. C.J. drückt mit Vehemenz aus, dass sich durch Verbrechen solcher oder ähnlicher Art Rassismus, Sexismus, Antisemitismus oder Homophobie manifestieren würden. Leo entgegnet ihr, dass er dies verstehe, sich aber noch nicht im Klaren darüber sei, ob man Gesetze gegen eine Gesinnung erlassen solle. Entgegen der Warnungen von Leo besuchen Sam und Josh derweil Laurie und bitten sie um den Gefallen, den sie allerdings zurückweist. Die Diskussion artet insbesondere durch beleidigende Äußerungen von Josh aus, für die er sich wenig später entschuldigt. Laurie bezeichnet sie als gute Menschen, die sich demnach auch so verhalten sollten.
Am Morgen des Heiligen Abends führen Leo und C.J. ihre Diskussion vom Vorabend fort. Leo stellt ihre Position infrage, Menschen ausschließlich für ihre nur eventuell in Straftaten mündenden Gedanken zu bestrafen. C.J. bekräftigt, dass es nicht ausreichend sei vom Schutz der Bürgerrechte zu sprechen. Sie einigen sich darauf, dass sie diese Debatte nach den Feiertagen weiterführen wollen. Leo konfrontiert daraufhin wütend Josh und Sam damit, dass er sie beschatten lassen hat und daher in Kenntnis darüber ist, dass die beiden Laurie getroffen haben. Josh stellt klar, dass sie es nur gut gemeint hätten; Leo entgegnet, dass ihm das etwas bedeuten würde, woraufhin sie versöhnlich auseinandergehen. C.J. bietet Danny ein Rendezvous mit ihr an, sollte er beim Thema Hasskriminalität ihre Position vertreten. Danny macht seine Meinung deutlich, in dem er sagt, dass die Strafverfolgung von Überzeugungen nicht seinen Vorstellungen entspreche. Sie bietet ihm deshalb an, sie bei einem privaten Treffen von seiner Meinung zu überzeugen. Josh überreicht derweil Donna ihr Geschenk, ein Buch mit einer persönlichen Widmung, über die sie sich sehr erfreut zeigt. Vor der Abreise zur Familienfarm in seiner Heimat New Hampshire konfrontiert Präsident Bartlet Toby damit, dass er eigenständig und ohne die dafür nötigen Befugnisse eine Ehrengarde organisiert habe. Der Präsident befürchtet, dass nun vermehrt obdachlose Kriegsveteranen um eine Ehrengarde bitten könnten. Toby antwortet darauf, dass man dies nur hoffen könne. Während der Präsident gemeinsam mit seinem Stab einem Weihnachtschor beiwohnt, der das Lied Little Drummer Boy singt, begibt sich Toby auf den Weg zum Nationalfriedhof Arlington zur Beerdigung von Walter Huffnagel. Zuvor hatte Mrs. Landingham ihn darum gebeten, ihn begleiten zu dürfen. Im Rahmen des Begräbnisses empfängt Toby die Flagge, die über den Sarg von Huffnagel gespannt war; abschließend reicht Toby die Flagge an George, den Bruder des verstorbenen Veteranen, weiter.

## Besetzung

### Hauptbesetzung
- Rob Lowe als Sam Seaborn, stellvertretender Kommunikationsdirektor des Weißen Hauses
- Moira Kelly als Mandy Hampton, Medienberaterin des Weißen Hauses
- Dulé Hill als Charlie Young, persönlicher Assistent des Präsidenten
- Allison Janney als C.J. Cregg, Pressesprecherin des Weißen Hauses
- Richard Schiff als Toby Ziegler, Kommunikationsdirektor des Weißen Hauses
- John Spencer als Leo McGarry, Stabschef des Weißen Hauses
- Bradley Whitford als Josh Lyman, stellvertretender Stabschef des Weißen Hauses
- Martin Sheen als President Josiah Bartlet, Präsident der Vereinigten Staaten

### Nebenbesetzung
- Kathryn Joosten als Mrs. Landingham, Sekretärin von Präsident Bartlet
- NiCole Robinson als Margaret, Assistentin von Leo McGarry
- Devika Parikh als Bonnie, Assistentin im Kommunikationsbüro
- Kim Webster als Ginger, Assistentin von Toby Ziegler
- Melissa Fitzgerald als Carol, Assistentin von C.J. Cregg
- Lance Reddick als DC Police Officer

## Produktion

### Drehbuch
Der erste Entwurf für das Drehbuch wurde von Rick Cleveland verfasst. Als Vorbild für die Figur des Walter Huffnagel diente sein Vater, der ebenfalls im Koreakrieg diente und später alkoholabhängig wurde. Im Rahmen der Arbeit am Drehbuch wurde neben dem von Richard Schiff verkörperten Toby Ziegler auch Sam Seaborn als jene Figur gehandelt, die sich um Huffnagel kümmert. Gemäß Schiff habe es auch nicht gepasst, als man sich wieder auf Toby fokussiert habe. Toby habe sich gemäß der ersten Entwürfe nur zögerlich eingebracht. Dies sei der Figur nicht gerecht geworden. Rick Cleveland, der laut Schiff zuvor nicht an den Drehbüchern der ersten Staffel beteiligt war, zeigt sich sehr wütend und traurig, als er die ersten Entwürfe las. Aufgrund seiner Unzufriedenheit sicherten ihm Serienschöpfer Aaron Sorkin und Regisseur Thomas Schlamme zu, das Drehbuch umzuschreiben. Man habe drei Wochen lang und rund um die Uhr an den Änderungen gearbeitet. Für die letzte Szene wurde zudem in Erwägung gezogen, dass auch Präsident Bartlet dem Begräbnis beiwohnen könnte. Diese Idee wurde allerdings verworfen, da die Szene ohne seine Präsenz als eindrucksvoller gesehen wurde. Stattdessen entschied man sich dafür, einen Knabenchor Little Drummer Boy singen zu lassen.

## Rezeption

### Kritikerstimmen
In einer von Stuart Heritage von The Guardian veröffentlichten Bestenliste aller Folgen lag In Excelsis Deo auf dem ersten Platz. 21 Jahre nach der Erstausstrahlung der Folge bezeichnet er sie als das „erste Meisterwerk der Serie“. Heritage lobte auch den Umfang der Handlung, mit denen man auch einige Filme in Spielfilmlänge hätte füllen können. Zudem würde die gewohnte Ernsthaftigkeit der Serie durch die festliche Kulisse gestützt werden.
Über 1.200 Nutzerbewertungen der Internet Movie Database ergaben eine durchschnittliche Bewertung von 9,2 aus 10 Punkten. Gemeinsam mit der Folge Was für ein Tag ist In Excelsis Deo damit die am besten bewertete Folge der ersten Staffel. Im Kontext aller 154 regulären Folgen belegt die Folge den achten Platz (Stand: 7. November 2020).

### Auszeichnungen
Bei der Primetime-Emmy-Verleihung 2000 wurde In Excelsis Deo 2-mal ausgezeichnet. Prämiert wurde die Episode sowohl in der Kategorie Bestes Drehbuch für eine Dramaserie, als auch für die Darstellerleistung von Richard Schiff, der als bester Nebendarsteller in einer Dramaserie ausgezeichnet wurde. Zudem wurde die Episode in der Kategorie Bester Einzelkamera-Schnitt für eine Dramaserie nominiert.
Neben ihrer Auszeichnung bei den Emmys gewannen die Drehbuchautoren der Episode, Aaron Sorkin und Rick Cleveland, auch den Writers Guild of America Award in der Kategorie Television: Episodic Drama.
Weiterhin wurde In Excelsis Deo im Jahr 2000 für einen Humanitas-Preis nominiert.